# Andre Barrett
Andre Rashawd Barrett (ur. 21 lutego 1982 w Nowym Jorku) – amerykański koszykarz, występujący na pozycji rozgrywającego.
W 2000 wystąpił w meczu gwiazd amerykańskich szkół średnich - McDonald’s All-American.

## Osiągnięcia
Stan na 21 lutego 2018, na podstawie, o ile nie zaznaczono inaczej.
NCAA
- Uczestnik rozgrywek Round of 32 turnieju NCAA (2004)
- Zaliczony do:
  - I składu:
    - All-Big East (2004)
    - turnieju Great Alaska Shootout (2004)
    - All-Metropolitan (2003)
    - All-District 3 (2004)

  - II składu All-Big East (2003)
  - III składu:
    - All-American (2004 przez TSN)
    - All-Metropolitan (2001)
- Uczestnik konkursu rzutów za 3 punkty (Mountain Dew Three-Point Contest) podczas NCAA Final Four w San Antonio (2004)

Drużynowe
- 3. miejsce w Eurolidze (2009)
- Mistrz Hiszpanii (2009)[5]

Indywidualne
- Zaliczony do:
  - I składu D-League (2006)
  - II składu D-League (2008)
  - NBA D-League Showcase Honorable Mention Team (2015)
- Uczestnik meczu gwiazd:
  - D-League (2008)[5]
  - francuskiej ligi LNB Pro A (2011/2012)
- Lider D-League w asystach (2013)
- Zawodnik Tygodnia D-League (14.01.2008)

Reprezentacja
- Brązowy medalista uniwersjady (2001)[6]
- Uczestnik:
  - Igrzysk panamerykańskich (2003 – 4. miejsce)[7]
  - turnieju Alberta Schweitzera (2000)